# Paul Fierlinger
Paul Fierlinger (Ashiya, 15 de março de 1936 – Penn Wynne, 4 de abril de 2025) foi um animador de filmes e curta-metragens checo – estadunidense. Foi também professor eventual da Escola de Design da Universidade da Pensilvânia.

## Primeiros anos
Paul Fierlinger nasceu em Ashiya, Japão, filho de diplomatas tchecos. Durante a Segunda Guerra Mundial morou nos Estados Unidos da América. Com doze anos, enquanto estudava em uma escola em Poděbrady, na então Tchecoslováquia, Fierlinger criou seu primeiro curta de animação filmando os desenhos de um flip book com uma câmera Bolex de 16 mm.

## Carreira europeia
Em 1955 ele graduou-se pela Escola Bechyne de Artes Aplicadas. Depois de dois anos de serviço militar, trabalhou como free-lancer em Praga, como ilustrador de livros e cartunista para publicações culturais sob o pseudônimo Fala. Fierlinger estabeleceu-se em 1958 como o primeiro produtor independente de filmes de animação da Tchecoslováquia, produzindo filmes de 16 mm em seu estúdio, em casa, para a TV de Praga e para a Kratky Film. Desde então, criou aproximadamente 200 filmes, desde vinhetas de 10 segundos até trailers de filmes de 10 minutos e curtas infantis para a TV.
Em 1967, Fierlinger fugiu da Tchecoslováquia para os Países Baixos, onde produziu numerosos comerciais para a televisão neerlandesa em Hilversum. Foi para Paris trabalhar em curtas tarefas como animador local para a Radio Television France e acabou em Munique por um semestre, tendo sido oferecido-lhe o trabalho de animador chave em um longa-metragem na Linda Films, The Conference of the Animals. Em Munique, antes da sua partida para o Estados Unidos da América, ele casou com uma compatriota e fotógrafa tcheca, Helena Strakova.

## Morte
Paul morreu no dia 4 de abril de 2025, aos 89 anos.

## Filmografia selecionada
- Rainbowland (1978)[2]
- It's So Nice to Have a Wolf Around the House (1979)
- Drawn from Memory (1995)
- Still Life with Animated Dogs (2000)
- My Dog Tulip (2009)
- Me... Jane (2014, animador, diretor e pintor)